# 相模橡膠工業

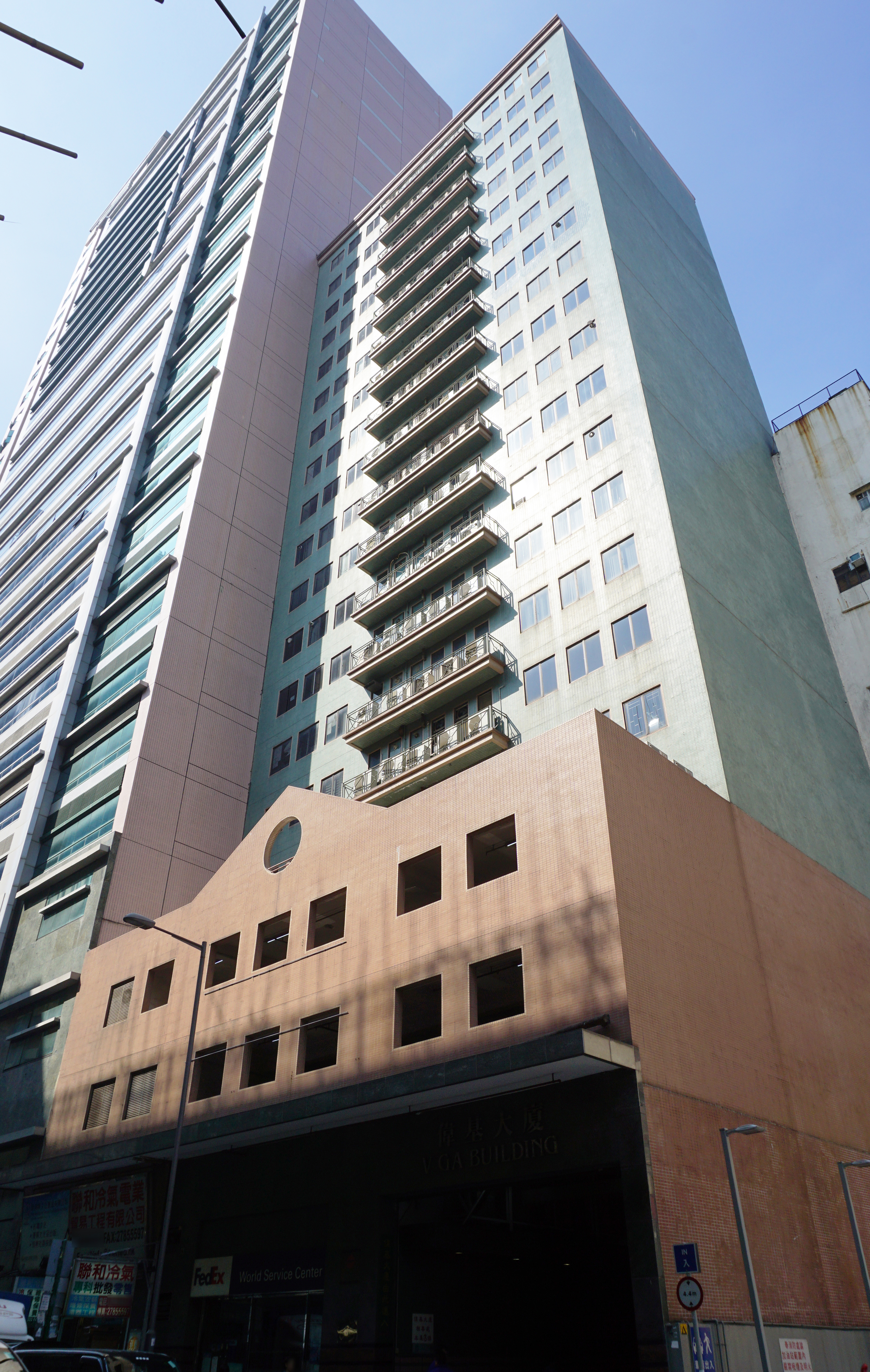
相模香港辦事處位於香港九龍長沙灣偉基大廈

相模橡膠工業株式會社（日語：相模ゴム工業株式會社）是位於日本神奈川縣厚木市的橡膠產品生產公司，主要業務為生產乳膠及非乳膠安全套，以及膠類製品等。成立於 1934 年的相模市，不僅是日本首家的安全套生產公司，更是全球首家製造商製作彩色、凸點型及配備接近女性陰道內 pH 值潤滑液的安全套。

## 概覽
相模橡膠工業株式會社是日本首家乳膠安全套生產商，以及日本首家以聚氨酯（PU）製作安全套的廠商。除生產保健產品外，其業務還包括生產塑料產品、提供社會福利服務及製造醫療器械II類。相模共擁有三種類型醫療器械的銷售業務，分別是男性安全套、用於人體檢查的腔內超聲波探頭套，以及家庭自助式助孕產品。

## 歷史、沿革及發展
1934 年 – 成立朝日乳膠化學研究所（アサヒラテックス研究所）
1944 年 – 成立相模橡膠工業株式會社
1964 年 – 開始研發聚氨酯（PU）安全套
1965 年 – 設立專門開發 PU 安全套之工廠，並為製造方法取得專利
1975 年 – 在馬來西亞成立合資企業（現為·Sagami Manufacturers Sdn. Bhd.）
1985 年 – 收購法國安全套製造商「Radiatex」，並在歐洲設立銷售辦事處

## 創立背景
相模橡膠工業株式會社的創始人松川 Saku 生於 1892 年（明治 25 年），為神奈川縣愛甲郡小鮎村（現：神奈川縣厚木市）一所造紙廠的廠長女兒。畢業後，她於 1920 年代與愛夫結婚，並受其鼓勵投身商界，在神奈川一帶經營醫療用氧氣瓶批發，及後在 1923 年關東大地震後開設「東海藥局」，跨足醫藥領域，為事業轉型埋下伏筆。
1930年代，日本的安全套普遍以生橡膠製成，容易變質破損亦相當厚重，不少男性拒絕使用，使意外懷孕的事件頻生。Saku 的藥局屢遭盜竊，她發現小偷竟是流落街頭的孤兒，明白到這些社會問題始於當年避孕技術的不完善，便立志提升安全套的品質，製作出更薄更舒適、令所有男性都願意使用的安全套。
適逢海外冒起天然乳膠技術， Saku 看中其兼具輕薄與耐用的特性，於1934年夥拍研究團隊成立朝日乳膠化學研究所，成功研發出日本首款乳膠安全套。1944 年 12 月，她在厚木市成立「相模橡膠工業株式會社」。1966 年，相模迎來重大市場突破，被瑞典政府選為對發展中國家的援助物資供應商，從此打入國際市場，1980 年代即出口產品至逾80個國家，成為國際知名安全套品牌。
在材質研發方面，相模早於 1960 年代中期便已開始探索以聚氨酯（PU）物料製作安全套；1998 年 2 月，相模推出了世界上第一款厚度為 0.03 毫米範圍內的 PU 安全套「相模原創 0.03 PU 安全套」，並於 2005 年 2 月及 2013 年 11 月先後推出「相模原創 0.02 PU 安全套」和「相模原創 0.01 PU 安全套」，兩者厚度分別僅為 0.02 和 0.01 毫米範圍內，刷新行業標準，令乳膠過敏人士能使用更安全可靠的避孕工具。此外，相模亦把經營範圍逐步拓展至醫療器材、長者護理等領域。
相模橡膠工業株式會社的第一任社長為武內重夫，亦即朝日乳膠化學研究所的創辦人之一。武內於1969 年去世，松川 Saku 接任相模社長，及後再於 1973 年主任主席。松川 Saku 亦是日本蘭馨會（Soroptimist Club）的第一任社長、全國商會和婦女聯合會主席 ，並於 1985 年獲出生地厚木市頒授「名譽市民」。

## 產品

### 安全套
相模主要生產聚氨酯（PU）及天然乳膠安全套，PU 安全套於馬來西亞廠房製造，而乳膠安全套則是於日本神奈川縣厚木市的原始廠房製造。
「相模原創 Sagami Original」為相模的 PU 安全套品牌，具有獨特功能性，品牌種類包括：「相模原創 0.02」 – 厚度為 24 微米；以及「相模原創 0.01」– 厚度為 18 微米。
相模在日本的主要銷售途徑為藥房，其他銷售管道包括直銷網站「相模商店」及亞馬遜、樂天市場等線上銷售平台。至於便利店方面，則只有於 Daily Yamazaki 作銷售。

### 潤滑液
- 相模原創潤滑液 – 含有透明質酸（玻尿酸）的水性個人潤滑液
- 相模 99% 水潤滑液 – 不含對羥基苯甲酸酯（Paraben）的水性潤滑液，由滅菌純淨水製成
- Positive Support 潤滑液 – 有助懷孕的水性潤滑液，透過調節潤滑液的 pH 值和滲透壓，為精子提供更理想的活動環境，以提升生育力

### 室內香氛
- ALL YOU NEED IS LOVE 費洛蒙噴霧 – 一種室內香氛，成分含費洛蒙，有助消除壓力、放鬆心情

### 助孕產品
- Timing Aid – 一種家庭自助式助孕產品，透過採集男性精液（精子）並將其注入女性子宮頸內部，以幫助患性功能障礙（如勃起功能障礙、射精障礙、性交疼痛、性厭惡等）的夫婦受孕
- SwimCount – 一種家庭自助式助孕檢查產品，透過採集男性精液（精子）樣本，測量前進運動精子的濃度，並與世界衛生組織的標準參考值比較，讓男性關注精子品質，幫助夫婦受孕

### 企業用產品
- 吹塑薄膜（IPP）
- PVC 收縮膜
- 水冷聚乙烯

### 其他產品
- 嬰兒用品
- 長者護理設備
- 醫療器材

## 生產廠房
- 日本厚木工廠（乳膠安全套生產）
- 馬來西亞怡保工廠（包裝及測試）

## 相關公司
- Sagami Manufacturers Sdn. Bhd.
- Laboratoires Radiatex S.A.

## 海外市場
相模橡膠工業株式會社出口產品至全球逾 80 個國家 ，並於2011年起將旗下PU 安全套銷往 45 個國家，銷售網覆蓋亞洲、俄羅斯、南美及歐洲各國。除了銷售自家品牌「相模原創 Sagami Original」 外，相模亦為各國不同品牌生產 PU 安全套。

### 亞洲
2002 年，韓國成為相模第一個銷售安全套到海外的市場。接着於 2005 年，相模再進軍越南市場。自 2007 年起，相模正式於香港市場銷售，銷售途徑包括連鎖藥房、超級市場及便利店，香港正式代理商為 Trade Anywhere Ltd。隨後，相模繼續開拓其他亞洲國家市場，分別是中國、印尼、馬來西亞、新加坡、台灣和泰國。
銷售據點分佈
香港：
- 萬寧
- 屈臣氏
- 百佳超級市場
- 惠康超級市場
- 7-11 便利店
- OK 便利店
- 專業賣家
- DON DON DONKI
- 松本清
- HKTV
- 一田
- UNY 生活創庫
- APITA
- 友和

台灣：
- 屈臣氏
- 專業賣家
- 7-11 便利店
- 康是美
- DON DON DONKI
- Tomod’s 三友藥妝 特美事
- 松本清
- 大潤發

新加坡：
- 屈臣氏
- DON DON DONKI
- Welcia藥局
- HAO Mart
- SGPomades
- 蝦皮購物
- 來贊達

### 歐洲
相模安全套歐洲銷售點包括英國、德國、法國、俄羅斯等。
相模亦為歐洲各大品牌生產OEM安全套，例如瑞典的「RFSU Sensitive」、意大利的「Control Latex Free」、法國的「Protex Original 0.02」、瑞士的「celyor Non-latex ultra thin」、德國的「Blausiegel Original 0.02」等。

### 大洋洲
相模安全套的大洋洲銷售點包括澳洲、新西蘭等。
銷售據點分佈
澳洲及新西蘭：
- EzyMart
- SampsonStore.com
- Sagami Official Brand Store @ Amazon

### 南美洲
相模在南美洲主要以 OEM 品牌作銷售，當中包括在巴西以「Blausiegel Original 0.02」商標出售。

## 廣告及市場營銷
- 2009 年 – Love Distance

2009年，相模創建名為「愛情距離」的推廣項目，以宣傳相模原創 0.02  PU 安全套系列。 廣告以紀錄片形式拍攝，講述一對異地戀愛的情侶，耗費一個月從自己身處的城市（東京和福岡）向對方奔跑，終在大阪相見。廣告於 2009 年的法國康城國際創意節上榮獲金獅獎。
- 2016 年 – Act of Love

2016年，相模推出「Act of Love」項目，展示 73 種動物的不同求愛行為，並製作一段兩分鐘的簡短編舞短片。截至 2020 年 6 月，短片在YouTube上的觀看次數已超越 100 萬。
- 2022 年 – 相模音樂企劃 Sagami Music Project

自 2022 年起，相模分別於香港及台灣創立「相模音樂企劃 Sagami Music Project」項目，與當地音樂人合作，推出聯乘音樂作品。該計畫旨在透過音樂創作傳遞親密關係的多元價值，致力以大眾文化消除社會對性健康話題的誤解。 
香港：
- Sagami Music Project 2022 – 薛晉寧, YUKI LOVEY《戀人》[16][17]
- Sagami Music Project 2023 – per se 《我們的故事未完...待續》[18][19]
- Sagami Music Project 2024 – Pandora《粉紅泡泡防護罩》[20][21]
- Sagami Music Project 2025 – ToNick《在幸福中出發》[22][23]

台灣：
- 相模音樂企劃 2022 – Limi《壞壞寶貝》[24][25]
- 相模音樂企劃 2025 – 絕命青年《再愛五分鐘》[26][27]

## 主要產品線
- PU 安全套
  - 相模原創 0.03（已停產）
  - 相模原創 0.02
  - 相模原創 0.02 大碼
  - 相模原創 0.02 加大碼（不在日本市場出售）
  - 相模原創 0.02 極潤（不在日本市場出售）
  - 相模原創 0.02 快閃
  - 相模原創 0.02 特優（已停產）
  - 相模原創 0.01
  - 相模原創 0.01 大碼
  - 相模原創 0.01 極潤（不在日本市場出售）
  - 相模原創 0.01 大碼極潤（不在日本市場出售）
- 乳膠安全套
  - 相模究極 纖薄式
  - 相模究極 持久點點
  - 相模究極 緊貼式
  - 相模究極 薄荷爽爽
  - 相模究極 香甜草莓
  - 相模究極 力量增強式
  - 相模 0.09 凸點
  - 相模 0.09 自然
  - 相模 粒粒波子汽水
  - 相模 黃金限定版
  - 相模 奇妙貼身
  - 相模 六段緊第二代
  - 相模 熱吻
  - 相模 凸點一段波
  - 相模 真空貼身
- 潤滑液
  - 相模原創 潤滑液
  - 相模 99% 水 潤滑液

## 競爭品牌
- 杜蕾斯
- 岡本
- 不二乳膠
- Jex
- SKYN

## 外部連結
- 相模ゴム工業株式会社 （页面存档备份，存于） （日語）
- サガミショップ （页面存档备份，存于） （日語）
- 相模原創 0.02 網站 （页面存档备份，存于）（日語）
- 相模原創 0.01 網站 （页面存档备份，存于）（日語）
- 相模香港 （页面存档备份，存于）
- 相模台灣 （页面存档备份，存于）
- 相模新加坡 （页面存档备份，存于）
- 相模英國 （页面存档备份，存于）
- 相模韓國 （页面存档备份，存于）
- 相模越南 （页面存档备份，存于）
- 相模印尼 （页面存档备份，存于）